# Ronan Keating
Ronan Patrick John Keating (Dublin 3. ožujka 1977.) irski pjevač, kantautor, glazbenik i filantrop.
Ronan Keating je rođen 1977. godine, kao najmlađe od petero djece. Njegov otac Gerry Keating bio vozač kamiona, a njegova majka Marie je bila frizerka i imala je svoj salon u Dunshaughlinu. Ima jednu sestru Lindu i tri brata Ciarana, Gerarda i Garya. U mlađim godinama bavio se atletikom i predstavljao je Irsku na nekoliko turnira, također je radio kao pomoćnik u trgovini cipela.
Godine 1993. postao je član grupe Boyzone. Grupa nastupa u raznim klubovima i pubovima prije nego što je potpisan ugovor s izdavačkom kućom PolyGram. Godine 1998. Ronanu umire majka u dobi od 54 godine od raka dojke, što je rezultiralo osnivanjem zaklade Marie Keating. U travnju 1998. oženio je Yvonne Connolly par ima troje djece Jacka (rođen 15. ožujak 1999.), Marie (rođeun 18. veljača 2001.) i Alia (rođen 7. rujna 2005.). Par se rastao krajem 2011. nakon gotovo 14 godina braka, jer je Ronan imao aferu s pratećom plesačicom, odluka je došla u javnost u travnju 2012.  Zajedno s glumicom Carrie Crowley vodio je Euroviziju 1997. godine u Dublinu.
Od 1994. do 1999., Boyzone je objavio 17 singlova, tri studijska albuma i jedan kompilacijski album prije rasformiranja 2000. godine.
Još prije raspada grupe Boyzone Ronan je 1999. snimio pjesmu When You Say Nothing at All za film "Ja u ljubav vjerujem".
Od 1999. godine snimio je devet albuma.

### Diskografija
- Ronan (2000.)
- Destination (2002.)
- Turn It on(2003.)
- Bring You Home(2006.)
- Songs for My Mother(2009.)
- Winter Songs(2009.)
- Duet(2010.)
- When Ronan Met Burt(2011.)
- Fires(2012.)

## Vanjske poveznice
- Službena stranica